# Галецкий, Антоний
Антоний Галецкий (пол. Antoni Gałecki; 4 июня 1906, Лодзь — 14 декабря 1958, там же) — польский футболист, защитник. Участник летних Олимпийских игр 1936 года и чемпионата мира 1938 года.

## Игровая карьера
Начинал тренировки в составе клуба ЛКС из Лодзи. Участник первого матча чемпионата Польши между клубами ЛКС и «Турысьци», состоявшегося 3 апреля 1927 года в городе Лодзь. В октябре 2012 года на месте первого матча была открыта памятная табличка. В составе клуба провёл более 400 игр, долгое время был его капитаном, а также в 1930-е годы играл за хоккейную команду Лодзи.
Галецкий провёл в составе сборной Польши 21 игру, в том числе четыре матча Олимпийских игр против Венгрии, Великобритании, Австрии и Норвегии. В 1938 году играл на чемпионате мира во Франции, проведя матч против Бразилии (5:6) с Владиславом Щепаняком.
В годы Второй мировой войны Галецкий участвовал в обороне Польши в звании капрала, после захвата страны бежал в Венгрию. Был интернирован, позже через Югославию бежал на Ближний Восток. Служил в отдельной бригаде карпатских стрелков (3-я дивизия карпатских стрелков с марта 1942 года), сражался во 2-м польском корпусе под Тобруком и Монте-Кассино. Награждён Африканской звездой и крестом «За Монте-Кассино». 10 февраля 1947 года вернулся в Польшу, работал позже тренером в системе клубов ЛКС и Борут (Згеж).